# Садзы
Са́дзы (абх. асаӡуа), джигеты (груз. ჯიქები, джикеби) — один из субэтносов абхазов. Племя садзов проживало на территории между Гагрой и Хостой, на территории, называемой Малая Абхазия (или же Малая Абазия).
По окончании Кавказской войны в 1864 году были почти поголовно выселены в Османскую империю. На данный момент в Турции имеется около 14 сёл, населённых садзами, говорящими на садзском диалекте абхазского языка, наиболее схожем с адыгским, абазинским и бзыпским.

## Общие сведения
Абхазское племя садзов проживало на территории так называемой Малой Абхазии между Гагрой и Мацестой, отдельные поселения или семьи жили вплоть до реки Сочи и её окрестностей. До депортации в Турцию садзы проживали в таких деревнях:
- Хоста (Хәаста) — иное название Хамыш (Хамышь), около 40 дворов,
- Адлер (Арыдлер) — иное название Аред-кыт (Арыд-кыҭа), количество дворов неизвестно,
- Мкялрыпш (Мқьалрыԥшь) — около 40 дворов,
- Хышха (Хышәҳа) — 100 дворов,
- Багрыпста (Баӷрыԥшь) — 60 дворов,
- Цандрипш (Цандрыԥшь) — 200 дворов,
- Гячрыпш (Гьачрыԥшь) — количество дворов неизвестно,
- Гагрипш (Гагрыԥшь) — количество дворов неизвестно,
- общество Чу — 150 дворов,
- общество Цвыджа — 100 дворов.

Садзы в Турции подразделяют себя на две группы — ахалцыс (ахалҵыс) и цвыджи (цәыџьы) — имеющие свои говоры. Самоназвание садзов в Турции — апсауа, то есть «абхаз». Садзы-ахалцыс также делятся на такие группы как хамышевцы, гагрцы, таапса и другие. 
Ныне садзы проживают в провинции Сакарья, небольшие поселения есть также в провинции Биледжик.

## История
1533 год — Согласно Парижской (грузинской) хронике — Мамиа Дадиани и Мамиа Гуриели отправились воевать морем на судах в Джикети. Первоначально победа была на их стороне, на следующий день часть воинов предательски сбежали и джики их окружили и разбили, многих воинов и дворян убили, остальных пленили. Католикосу Малакиа удалось выкупить живых и мёртвых.
В 1570-е годы Георгий Дадиани «нанял войска абхазов, джиков и черкесов» против своего младшего брата Мамиа, который, пользуясь поддержкой своего зятя Георгия Гуриели, захватил княжеский трон.
В 1623 году в Гочораульском сражении Леван Дадиани с одишско-абхазско-джикским войском нанёс поражение царю Георгию III. При этом нет речи о том, что Дадиани господствует над абхазами и джиками. Источник подчёркивает, что Леван Дадиани, «достигая успеха в делах, дружил с абхазами, джиками и сванами, чтоб оказывали ему помощь».
При переводе книги Эвлия Челеби «Книга путешествий» этноним Садша передан в академическом переводе как Садз, то есть устанавливается связь между этими двумя этнонимами, и в этом контексте можно говорить о том, что в XVII веке этноним Садз упоминается в виде Садша.
Эвлия Челеби писал — 

К северу, среди гор, находится Садша (Sadcha), страна, принадлежащая Сиди-Ахмед-паше; жители хорошо говорят как абхазским, так и черкесским языком; они, числом 7,000 храбрых мужей, причисляются к черкесам.
.
Составленная в 1745 году «География Грузии» Вахушта сообщала следующее:
О Джикетии. За Абхазией, с западной стороны реки Каппетис-цкали, находится страна, которая со времени появления Багратионов (с 575 года) до сего года (1745 года) называется Джикетией; Жизнь (история) же Вахтанга Горгасала Джикетией называет страну, лежащую на северной стороне Кавказского хребта, до моря. Современная Джикетия граничит: с востока рекою Каппетис-цкали, с запада и юга Чёрным морем и с севера Кавказским хребтом. Страна эта одинакова с Абхазией своим плодородием, породой скота, порядками и обычаями народа; … . Первоначально и джики были христианами, но ныне тут христианство в забвении. Что же касается одежды, оружия и вооружения, то всё это у джиков и абхазцев такое же, как у черкесов.
Политически Джигетия до последних дней своего существования (май 1864 года) являлось частью Черкесии, и состояла из княжеских владений родов Хамыш, Аред, Амаршан, Гечба, Цанба.
- Цан — община Цан (или Цан-куадж) проживала в нескольких аулах в ущельях рек Жоэквара и Хашипсы.
- Гяч — община Гяч (Гяч-куадж) проживала в нескольких аулах территория от р. Псоу до р. Мзымта.
- Арт — община Арт в двух аулах на Адлерском мысе.
- Маршан — община медовеевцы, куда входило три племени:
  - общество Ахчипсоу (обитатели верховий р. Мзымта),
  - общество Аибга (жители верховий р. Мзымта),
  - общество Чужгуча (проживали на р. Цвижепсе).

Все эти горные общества объединялись названием адыгского (черкесского) происхождения — мдажьуи (варианты — мудавей, мдавей, медозюй), медовеевцы (русский).
По окончании Кавказской войны с Россией в 1864 году почти все садзы (джигеты) были истреблены, оставшихся выселили в Османскую империю.

## Язык
Садзы говорят на так называемом садзо-абхазском языке (асаӡыԥсуа бызшәа), который от других диалектов абхазского отличается как большой долей заимствований из адыгского, так и наличием геминированных (удвоенных) согласных. Консонантная система говора ахалцыс полностью совпадает с системой диалекта абжуйцев.

## Малые общины
Были известны и более мелкие джигетские общины (субэтнические группы, племена) Цвиджа и община Хамыш.
Также были известны ещё два горных джигетских общества: Чужи на реке Худапсы (Кудепста) и Чуа по реке Мца (Мацеста), в среде которых было распространено самоназвание «абадзе». На побережье от Хосты до Сочи включительно (как и в горах) джигеты жили смешанно с убыхами. Среди приморских джигетских обществ, называвшихся чаще всего по фамилии князя или дворянина, известны такие как Арт (Арткуадж) на реке Худапсы; Аред, Арт близ устья Мзымты на мысе Адлер (от турецкого (Артлылар); Геч (Кеч, Кяч), Геч-куадж (правый берег реки Псоу, вблизи устья); Цан (на реке Хашупсе); Баг, в долине реки Бегерепста, недалеко от Гагры, Багрипш был последним джигетским селением на границе с Абхазией.